# Портленд-Траутдейл (аэропорт)
Аэропорт Портленд-Траутдейл (ИАТА: TTD, ИКАО: KTTD, FAA LID: TTD) — действующий гражданский аэропорт, расположенный в 10 морских милях (18,5 км) восточнее центрального бизнес-района Портленда в округе Малтнома, Орегон, США. Также известен как аэропорт Траутдейл, находится в населённом пункте Траутдейле. Является одним из четырёх аэропортов в городском округе Портленда и управляется портом Портленда.
Аэропорт был приобретён портом Портленда в 1942 году и по 1950-е служил в качестве вспомогательного для ближайшего международного аэропорта Портленда. Аэропорт Траутдейла служит местом полноценного постоянного базирования коммерческих авиаперевозчиков, ограниченного базирования для нескольких авиаперевозчиков, к нему приписана лётная школа и технические мощности для ремонта и обслуживания авиасудов. Также он является популярным местом для живописных авиатуров над каньоном Columbia River Gorge и развлекательных полётов.
Деятельность его время от времени ограничивается или запрещается, т.к. пути взлёта или захода на посадку в международный аэропорт Портленда пересекаются прямо над аэропортом Траутдейла.

## Самолёты и обслуживание
Аэропорт Портленд-Траутдейл занимает площадь в 115 га и возвышается на 12 метров над уровнем моря. Он имеет одну взлётно-посадочную полосу, обозначаемую 7/25, с асфальтовым покрытием и с размерами 1 646 x 46 м.
За 12-месячный период по 1 июля 2008 года аэропорт выполнил 105 020 воздушных операций, в среднем 287 в день: 95% составила авиация общего назначения, 4% аэротакси и 1% военная авиация. За то время там побывало 154 воздушных судов, базирующихся в аэропорту: 84% одномоторных, 9% многомоторных, 1% реактивных и 6% вертолёты.

## Услуги
- Aeroflight Executive Services: регулярные грузовые перевозки в Сиэтл, Такому, Бойсе, Медфорд, Спокан.
- Gorge Winds Aviation: полёты приписанных судов, тренировочные полёты, чартерные рейсы.
- Hillsboro Aviation: тренировочные полёты, чартерные рейсы.
- Новостные компании KGW[англ.] и KATU[англ.] из Траутдейла управляют своими вертолётами для репортёров.